# Крупица ночи
«Крупица ночи» (яп. 夜の片鱗, ёру но хэнрин; англ. A Glimpse of Night) — японский фильм, поставленный режиссёром Нобору Накамурой в 1964 году. Кинолента снята по роману Кёко Ооты и фокусируется на драматических отношениях между главной героиней и жестоким якудзой.

## Сюжет
Девятнадцатилетняя Ёси работает днём на фабрике, а по вечерам в баре, но мечтает о более гламурной жизни. В баре она встречает Эйдзи, члена банды якудза, чьё внимание ей льстит. У них завязываются отношения, но вскоре Эйдзи, который по своей натуре довольно жестокий человек, погряз в долгах в результате азартных игр. Ему не требуется много времени, чтобы подтолкнуть Ёси к проституции. Вскоре она попадает в водоворот жестокости и унижения. Даже с помощью инженера, полюбившего её, она не может освободиться от влияния Эйдзи, цепляясь за него со смесью любви, страха и сострадания. Только через отчаянный поступок она может освободиться. Неоновые огни ночного города, когда-то манившие Ёси, теперь только освещают её внутреннюю пустоту. Надежда на другую жизнь остаётся невероятно недоступной.

## В ролях
- Миюки Кувано — Ёси Номото
- Микидзиро Хира — Эйдзи Китами
- Кэйскэ Сонои — Хироси Фудзии
- Масуё Ивамото — Матико Косуги
- Мисако Томинага — Кимико
- Бунта Сугавара — Тамура
- Исао Кимура — Сайто
- Ёсико Хиромура — Кэйко
- Кодзи Мацубара — наёмный рабочий
- Норико Сэнгоку — госпожа Каё
- Акитакэ Коно — отец Ёси

... Что делает его одним из самых острых фильмов о проституции, это его образная концепция мира. Ракурсы и движения камеры, цветовая гамма и монтаж — всё сделано блестяще для того чтобы проиллюстрировать его постоянную жертву и принудить нас эмоционально усваивать яркий город как ослепительный парад, который, несмотря на предложение побега, всегда возвращает героиню к её ситуации. Стилистически фильм предвосхищает Вонг Карвая с его «Любовным настроением» и вторит Дугласу Сёрку в его самых волнующих работах.

## Премьеры
- — национальная премьера фильма состоялась 1 ноября 1964 года[2].
- — европейская премьера фильма прошла в Западной Германии 2 июня 1967 года[3].
- — к 100-летию режиссёра Нобору Накамуры, в числе трёх реставрированных фильмов мастера кинолента была показана в рамках мини-ретроспективы на Токийском кинофестивале 27 ноября 2013 года[1].
- — в феврале 2014 года восстановленная версия фильма была показана в рамках мини-ретроспективы фильмов Нобору Накамуры на Берлинском кинофестивале[4].
- — 21 октября 2014 года восстановленная версия фильма была показана в рамках мини-ретроспективы фильмов Нобору Накамуры на Международном кинофестивале в Сан-Паулу[3].